# Jan Bartůněk
Jan Bartůněk (* 11. srpna 1949, Praha) je bývalý český silniční motocyklový závodník.

## Závodní kariéra
První závod jel v roce 1972 ve Žďáru nad Sázavou na Jawě 250 cm³ Milana Chalupníka a skončil na sedmém místě. V roce 1973, již jako zaměstnanec Jawy, se kvalifikoval do mistrovství Československa. Při první startu v mistrovství Československa v Písku v roce 1974 měl ve třídě 250 cm³ poruchu. V roce 1975 jezdil občas i na čtyřtaktu Jawa 350 cm³. V roce 1979 jezdil na bývalé tovární dvoudobé Jawě 250 cm³ se šoupátkovým rozvodem po Peteru Balážovi a Bohumilu Stašovi, které dostali s Oldřichem Kábou. Získal titul mistra republiky. Další titul mistra republiky se stejným motocyklem získal v roce 1987.

## Úspěchy
- 2x mistr Československa
- Mistrovství Československa silničních motocyklů - celková klasifikace
  - 1974 do 250 cm³ - 24. místo
  - 1974 do 350 cm³ - 11. místo
  - 1975 do 250 cm³ - 21. místo
  - 1975 do 350 cm³ - 8. místo
  - 1976 do 250 cm³ - 10. místo
  - 1976 do 350 cm³ - 4. místo
  - 1977 do 250 cm³ - 7. místo
  - 1977 do 350 cm³ - 6. místo
  - 1978 do 250 cm³ - 6. místo
  - 1978 do 350 cm³ - 3. místo
  - 1979 do 250 cm³ - 1. místo
  - 1979 do 350 cm³ - 11. místo
  - 1980 do 250 cm³ - 5. místo
- 19 vítězství v závodech mistrovství Československa
- Grand Prix ČSSR 1976 v Brně 25. místo do 250 cm³ a 19. místo do 350 cm³ - motocykl Jawa
- 300 ZGH
  - 1979 1. místo do 350 cm³
  - 1981 2. místo do 250 cm³